# Chlorops yungas
Chlorops yungas är en tvåvingeart som beskrevs av Curtis W. Sabrosky och Paganelli 1984. Chlorops yungas ingår i släktet Chlorops och familjen fritflugor.
Artens utbredningsområde är Bolivia. Inga underarter finns listade i Catalogue of Life.